# Communauté de communes Beaujolais Pierres Dorées
Die Communauté de communes Beaujolais Pierres Dorées ist ein französischer Gemeindeverband mit Rechtsform einer Communauté de communes im Département Rhône, dessen Verwaltungssitz sich in dem Ort Anse befindet. Sein Gebiet liegt etwa 20 km nördlich von Lyon und umfasst einen Großteil des südlichen Beaujolais. Der Namensteil Pierres Dorées ist eine weitere Bezeichnung für diese Landschaft und bezieht sich auf den lokalen und durch Eisenoxid in Goldtönen eingefärbten Kalkstein, aus dem zahlreiche Häuser errichtet sind. Bei Anse erstreckt sich das Gebiet bis an das Ufer der Saône. Der Gemeindeverband besteht aktuell aus 32 Gemeinden und zählt 56.155 Einwohner (Stand 2022) auf einer Fläche von 249,43 km², sein Präsident ist Daniel Paccoud.

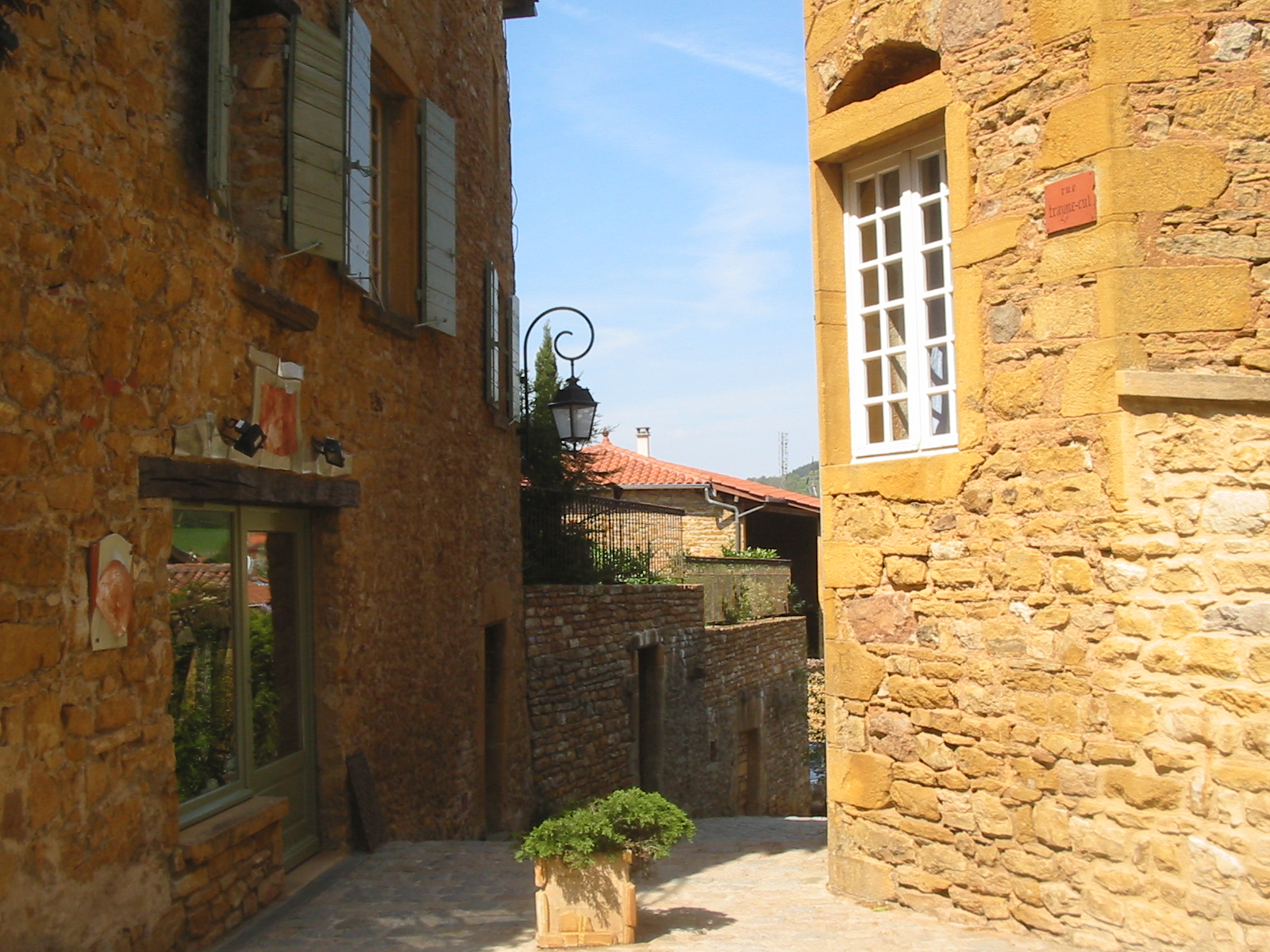
Häuser aus dem Kalkstein der Pierres Dorées

## Historische Entwicklung
Die Communauté de communes Beaujolais Pierres Dorées entstand am 1. Januar 2014 aus der Fusion mehrerer älterer Gemeindeverbände. Diese waren:
- die Communauté de communes Beaujolais Saône Pierres Dorées aus 12 Gemeinden mit Anse als Zentrum, gegründet im Juli 1995 (mit Ausnahme von Liergues, das der CA Villefranche Beaujolais Saône beigetreten ist)
- die Communauté de communes Mont d’Or Azergues aus sechs Gemeinden am Ostrand von Lyon, gegründet zum Jahresbeginn 1994 (mit Ausnahme von Quincieux, das im Juni 2014 der Communauté urbaine de Lyon beigetreten ist)
- die Communauté de communes des Pays du Bois d’Oingt aus 18 Gemeinden, die das hügelige Weinbaugebiet rund um Le Bois-d’Oingt umfassten, gegründet Ende 1996 (mit Ausnahme von Jarnioux und Ville-sur-Jarnioux, die der CA Villefranche-Beaujolais-Saône beigetreten sind)
- die Communauté de communes Beaujolais Val d’Azergues aus drei Gemeinden bei Lozanne, gegründet zum Jahresanfang 1994.

Mit Wirkung vom 1. Januar 2017 gingen die ehemaligen Gemeinden Liergues und Pouilly-le-Monial in die Commune nouvelle Porte des Pierres Dorées auf. Dadurch verringerte sich die Anzahl der Mitgliedsgemeinden auf 32.
Mit Wirkung vom 1. Januar 2019 gingen die ehemalige Gemeinde Jarnioux (vormals Communauté d’agglomération Villefranche Beaujolais Saône) und die Commune nouvelle Porte des Pierres Dorées in die neue, gleichnamige Commune nouvelle Porte des Pierres Dorées auf. Dadurch erhöhten sich Einwohnerzahl und Gesamtfläche des Verbands.

## Aufgaben
Zu den vorgeschriebenen Kompetenzen gehören die Entwicklung und Förderung wirtschaftlicher Aktivitäten und des Tourismus sowie die Raumplanung auf Basis eines Schéma de Cohérence Territoriale. Der Gemeindeverband bestimmt die Wohnungsbaupolitik. In Umweltbelangen betreibt er die Müllabfuhr und ‑entsorgung und ist allgemein für den Immissionsschutz zuständig. Außerdem betreibt er die Straßenmeisterei und Teile des öffentlichen Nahverkehrs/Schulbusverkehrs. Zusätzlich baut und unterhält der Verband Kultureinrichtungen und fördert Sportveranstaltungen.

## Mitgliedsgemeinden
Folgende Gemeinden gehören der Communauté de communes Beaujolais Pierres Dorées an:
| Gemeinde                                         | Einwohner 1. Januar 2022 | Fläche km² | Dichte Einw./km² | Code INSEE | Postleitzahl |
| ------------------------------------------------ | ------------------------ | ---------- | ---------------- | ---------- | ------------ |
| Alix                                             | 772                      | 3,61       | 214              | 69004      | 69380        |
| Ambérieux                                        | 629                      | 4,55       | 138              | 69005      | 69480        |
| Anse                                             | 8.139                    | 15,23      | 534              | 69009      | 69480        |
| Bagnols                                          | 758                      | 7,35       | 103              | 69017      | 69620        |
| Belmont-d’Azergues                               | 717                      | 1,51       | 475              | 69020      | 69380        |
| Chamelet                                         | 703                      | 14,43      | 49               | 69039      | 69620        |
| Charnay                                          | 1.031                    | 7,06       | 146              | 69047      | 69380        |
| Chasselay                                        | 2.901                    | 12,78      | 227              | 69049      | 69380        |
| Châtillon                                        | 2.184                    | 10,71      | 204              | 69050      | 69380        |
| Chazay-d’Azergues                                | 4.270                    | 5,94       | 719              | 69052      | 69380        |
| Chessy                                           | 2.058                    | 4,55       | 452              | 69056      | 69380        |
| Civrieux-d’Azergues                              | 1.633                    | 5,02       | 325              | 69059      | 69380        |
| Frontenas                                        | 905                      | 3,42       | 265              | 69090      | 69620        |
| Lachassagne                                      | 1.334                    | 3,53       | 378              | 69106      | 69480        |
| Le Breuil                                        | 528                      | 5,63       | 94               | 69026      | 69620        |
| Légny                                            | 699                      | 3,97       | 176              | 69111      | 69620        |
| Les Chères                                       | 1.504                    | 5,46       | 275              | 69055      | 69380        |
| Létra                                            | 907                      | 14,64      | 62               | 69113      | 69620        |
| Lozanne                                          | 3.182                    | 5,50       | 579              | 69121      | 69380        |
| Lucenay                                          | 2.068                    | 6,27       | 330              | 69122      | 69480        |
| Marcilly-d’Azergues                              | 1.004                    | 4,18       | 240              | 69125      | 69380        |
| Marcy                                            | 879                      | 3,33       | 264              | 69126      | 69480        |
| Moiré                                            | 243                      | 2,03       | 120              | 69134      | 69620        |
| Morancé                                          | 2.267                    | 9,25       | 245              | 69140      | 69480        |
| Pommiers                                         | 2.629                    | 7,76       | 339              | 69156      | 69480        |
| Porte des Pierres Dorées                         | 4.079                    | 13,33      | 306              | 69159      | 69400, 69640 |
| Sainte-Paule                                     | 330                      | 7,50       | 44               | 69230      | 69620        |
| Saint-Jean-des-Vignes                            | 472                      | 2,57       | 184              | 69212      | 69380        |
| Saint-Vérand                                     | 1.147                    | 17,58      | 65               | 69239      | 69620        |
| Ternand                                          | 747                      | 10,75      | 69               | 69245      | 69620        |
| Theizé                                           | 1.293                    | 11,89      | 109              | 69246      | 69620        |
| Val d’Oingt                                      | 4.143                    | 18,10      | 229              | 69024      | 69620        |
| Communauté de communes Beaujolais Pierres Dorées | 56.155                   | 249,43     | 225              | –          | –            |